# نمایشنامه سرنوشت
نمایشنامه سرنوشت (به هندی: Taqdeer Ka Tamasha) فیلمی محصول سال ۱۹۹۰ و به کارگردانی آناند جاکواد است. در این فیلم بازیگرانی همچون جیتندرا، گوویندا، آدیتای پانچولی، موشومی چاترجی، کیمی کاتکار، مانداکینی، گلشن گروور، ساتیش کایشیک ایفای نقش کرده‌اند.